# Oecothea acuta
Oecothea acuta är en tvåvingeart som beskrevs av Gorodkov 1959. Oecothea acuta ingår i släktet Oecothea och familjen myllflugor. Inga underarter finns listade i Catalogue of Life.